# Crimeware
Crimeware je v informatice název pro druh malwaru, který je vytvořen pro automatizaci počítačové trestné činnosti. Crimeware (na rozdíl od spyware a adware) je určen k páchání krádeží identity prostřednictvím sociálního inženýrství nebo k získání přístupů k různým placeným službám a bankovním účtům uživatele za účelem provádění neoprávněných transakcí a využívání uživatelových finančních prostředků k obohacení kyberútočníka. Crimeware může také případně ukrást a zneužít citlivá a důvěrná firemní data. Crimeware představuje rostoucí hrozbu v zabezpečení sítě, jelikož mnoho škodlivého kódu je zaměřeno právě na krádeže důvěrných informací.
Za crimeware je tedy možné považovat všechny softwarové nástroje, určené pro kyberzločince, které jim usnadňují útoky a zefektivňují jejich provádění, a zároveň je jejich hlavním cílem finanční zisk nebo krádež citlivých informací. Crimeware často představují boti, kteří automatizovaně provádějí útoky na uživatele ku prospěchu útočníka.

## Příklady
Zločinci používají různé techniky, jak krást důvěrná data prostřednictvím crimeware, včetně následujících metod:
- Tajná instalace keyloggerů, které sbírají citlivé údaje – přihlašovací jméno a heslo např. pro on-line bankovní účty – a zasílají je zpět útočníkům.[2]
- Přesměrování webové prohlížeče uživatele na padělané webové stránky řízené zloději, i přesto, že uživatel zadá správné jméno domény webových stránek v adresním řádku.
- Krádež hesel uložených v mezipaměti systému uživatele.[3]
- Napadení relace mezi klientem a bankou a vyčerpání finančních prostředků bez vědomí uživatele.
- Povolení vzdáleného přístupu k aplikacím, což kyberútočníkovi umožňuje proniknout do počítačových sítí a poskytuje mu tak mnohé možnosti k páchání škod.
- Zašifrování všech nebo jen některých dat na počítači. Kyberútočník následně vyžaduje, aby uživatel zaplatil výkupné za dešifrování (ransomware).

## Způsoby šíření
Crimeware může být nainstalován na počítač oběti mnoha způsoby, které také zahrnují:
- Využití zranitelností ve webových aplikacích. Například trojský kůň Bankash.G využil bezpečnostní chybu v aplikaci Internet Explorer ke krádeži hesel a sledování uživatelského vstupu na komerčních webových stránkách a emailech.
- Cílené útoky odeslané prostřednictvím SMTP. Tyto hrozby často dorazí maskované jako platné e-mailové zprávy a obsahují specifické informace o společnosti a adresu odesílatele. Škodlivé e-maily pomocí sociálního inženýrství zmanipulují uživatele k otevření přílohy, čímž se spustí škodlivý kód.[4]
- Vzdálené exploity, které využívají zranitelná místa na serverech a klientech.

## Důsledky
Crimeware může mít významný ekonomický dopad v důsledku ztráty citlivých a důvěrných informací a zároveň ztrát finančních. Jeden průzkum odhaduje, že v roce 2005 organizace ztratily více než $30 milionů v důsledku krádeže důvěrných informací.